# Ottertail
Ottertail é uma cidade localizada no estado americano de Minnesota, no Condado de Otter Tail.

## Demografia
Segundo o censo americano de 2000, a sua população era de 451 habitantes.
Em 2006, foi estimada uma população de 528, um aumento de 77 (17.1%).

## Geografia
De acordo com o United States Census Bureau tem uma área de
13,3 km², dos quais 11,4 km² cobertos por terra e 1,9 km² cobertos por água.

## Localidades na vizinhança
O diagrama seguinte representa as localidades num raio de 20 km ao redor de Ottertail.